# Americio 241
El americio-241 (241Am, Am-241) es un isótopo del elemento químico americio, altamente radiactivo, con una vida media de 432.2 años. Es el isótopo más común del americio y uno de los principales presentes en los desechos nucleares. Es utilizado en detectores de humo de tipo ionización y tiene potencial como combustible en generadores termoeléctricos de radioisótopos (RTG) de larga duración.

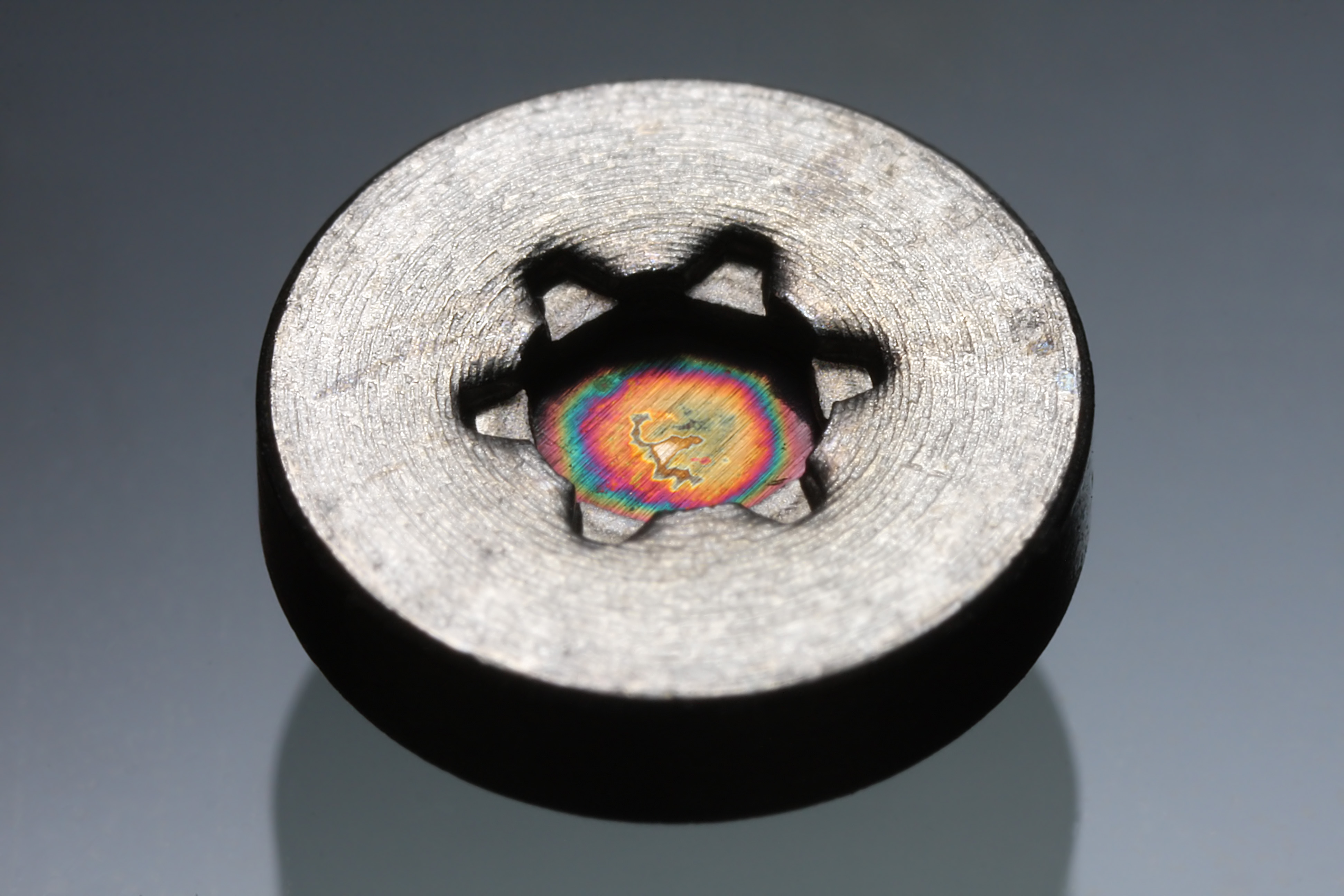
Un pequeño botón de un detector de humo de tipo ionizador que contiene 1 microcurio (141 nanogramos) de dióxido de americio-241 (241 AmO 2) en su interior. La carcasa metálica es de aluminio.

## Propiedades generales
- Símbolo: 241 Am
- Número atómico (Z): 95
- Número de neutrones (N): 146
- Abundancia natural: 0 (sintético)
- Masa isotópica: 241.0568273 Da
- Spin: 5/2−
- Energía de exceso: 52,934.3 keV [1]
- Energía de enlace: 7543.28 keV [1]

## Modos de decaimiento
- Principal: Decaimiento alfa (α)
- Energía liberada: 5.486 MeV
- Emisión gamma (γ): 0.0595409 MeV
- Decaimiento por clúster (CD): 93.923 MeV
- Producto del decaimiento: Neptunio-237 (237Np)

## Usos y características
El americio-241 se encuentra comúnmente en forma de dióxido (241AmO₂) en aplicaciones como detectores de humo. Además, su alta actividad específica de 3.43 Ci/g (126.91 GBq/g) lo hace útil en diversas aplicaciones científicas y tecnológicas.
A pesar de no ser físil, el americio-241 es fisionable, con una masa crítica de una esfera desnuda que varía entre 57.6 y 75.6 kg y un diámetro de 19–21 cm.
Debido a la baja penetración de la radiación alfa emitida por el americio-241, su principal riesgo para la salud radica en su ingestión o inhalación. Su manejo requiere precauciones estrictas en ambientes controlados.

## Producción y nucleosíntesis
El americio-241 no se sintetiza directamente a partir de uranio, sino mediante plutonio-239 (239Pu). Este proceso implica las siguientes etapas nucleares:
1. Producción de plutonio-239:

```
  238U + (n,γ) → 239U → β⁻ → 239Np → β⁻ → 239Pu  
```

1. Conversión a americio-241:

```
  239Pu + 2(n,γ) → 241Pu → β⁻ → 241Am  
```

El plutonio en el combustible nuclear gastado contiene aproximadamente un 12% de plutonio-241 (241Pu), que se convierte lentamente en americio-241 a través de un decaimiento beta con una vida media de 14 años. La cantidad máxima de americio-241 se alcanza tras unos 70 años.

### Reacciones nucleares secundarias
El americio-241 puede capturar neutrones para formar isótopos más pesados, como americio-242 (242Am) y su isómero nuclear americio-242m (242mAm). En un reactor de agua ligera (LWR):
- El 79% de las capturas de neutrones en 241Am resultan en 242Am.
- El 10% produce el isómero 242mAm.

## Precio y Disponibilidad
Desde que fue ofrecido comercialmente en 1962, el precio del americio-241 se ha mantenido estable, alrededor de US $1,500 por gramo, debido a la complejidad del proceso de separación.
El americio-241 es un isótopo clave tanto en aplicaciones tecnológicas como en el manejo de residuos nucleares, y su producción sigue siendo un tema relevante en la industria nuclear.